# Funktionell litteracitet
Funktionell litteracitet, på engelska functional literacy, är en pedagogisk term för förmågan att deltaga i alla aktiviteter som förutsätter skriftspråklighet (literacy) i vederbörandes samhälle eller sociala sammanhang, och innefattar förutom läs- och skrivkunnighet även matematiskt kunnande, och annan kulturell socialisation som möjliggör för individen och samhället att utvecklas. Funktionell litteracitet skapades som term på 1960-talet för att ersätta termer som läs- och skrivkunnighet, och innefattar förutom den kunskapen förmågan att framgångsrikt använda detta på relevanta sätt. Begreppet brukar underförstå att litteracitet är något universellt och för alla kulturer lika.

## Beskrivning
Funktionell litteracitet innefattar två komponenter vilka är teoretiska och praktiska kunskaper. Individen ska kunna fungera i det vardagliga livet där tal, skrift och matematikens grundläggande principer ligger till grund för begreppet. Begreppet används i tre olika sammanhang: internationella diskussioner, skriv- och läskunnighet bland vuxna samt allmän utbildning . UNESCO definierar funktionell litteracietet som graden av skicklighet som krävs för att kunna delta i samhällets internationella diskussioner.  Kriterierna för vad som kan klassas som läs- och skrivsvårigheter skiljer sig åt beroende på landets och kulturens krav på läs- och skrivkunskaperna, där vissa länder eller kulturer kräver en mer avancerad läs- eller skrivförmåga än andra. Ett exempel är att det i Sverige klassas  som läs- och skrivsvårigheter när en individ presterar under en förväntad nivå jämfört med andra individer i samma ålder, intelligensnivå samt åldersrelaterad utbildning. Bedömningen för detta sker via standardiserade tester inom läs- och skrivförståelse samt läs- och skrivfärdigheter, där testerna genomförs individuellt .

## Historik
Funktionell litteracitet utvecklades i efterkrigstidens Storbritannien, eftersom läskunnigheten hos befolkningen upplevdes som låg. Befolkningen kunde inte läsa enkla meddelanden från militären och därmed inte utföra uppgifter. Detta ansågs då som ett stort samhällsproblem. 12 års utbildning blev den nya standarden i utbildningsväsendet. År 1970 beskrevs funktionell litteracitet med hjälp av två kriterier. Det ena kriteriet var att kunna läsa bra nog för att kunna utföra sitt yrkesarbete framgångsrikt, medan det andra kriteriet var att kunna förstå skrivna meddelanden. Genom detta väcktes intresset för läskunnighetens betydelse och läsningen sågs nu som något mer än enbart en avkodningsprocess. Resultatet av läsningens popularitet blev således också att intresset för skrivande ökade.

## Utbildning och inlärning
Högläsning i tidig ålder kan bidra till att individens språk och förståelse utvecklas. För att högläsning ska ge en inverkan bör de ske ett flertal gånger. En faktor som spelar in för barns språkutveckling är läraren och dennes metoder och kunskaper inom högläsning. Hur läraren utformar högläsningsstunden är avgörande för utvecklingen av språket. Val som den vuxne gör innan, under och efter högläsning har stor betydelse för vad eleven har möjlighet till att lära. Även lärarens utbildning inom området har betydelse för individers utveckling och lärande. 
Att använda digitala verktyg samt multimodalitet så som film, ljud och bild vid språkinlärning är en framgångsrik metod. När man inte behärskar språket fullt ut är det enklare att förstå via en kombination av andra medier än att bara lyssna och läsa texter. Det är även en framgångsrik metod för minnet eftersom det mänskliga minnet har enklare för att komma ihåg med hjälp av en kombinationen av bild och ljud . En undervisning av den här typen kan till exempel ske genom att individen får berätta kring bilder samtidigt som det spelas in. Inspelning ställer kravet på ett funktionellt uttal för språkinläraren. Berättandet är en språkutveckling som lägger grunden för läs- och skrivkunnighet .